# 구테 자이텐, 슈렉테 자이텐
《구테 자이텐, 슈렉테 자이텐》(독일어: Gute Zeiten, schlechte Zeiten)는 1992년부터 현재까지 RTL 텔레비전에서 방영중인 연속극이다.